# Walheim (Németország)
Walheim település Németországban, azon belül Baden-Württembergben. Lakosainak száma 3349 fő (2023. december 31.).

## Népesség
A település népessége az elmúlt években az alábbi módon változott:
| Lakosok száma | 2825 | 3264 | 3264 | 3276 | 3388 | 3349 |
|               | 1975 | 2017 | 2019 | 2021 | 2022 | 2023 |